# (1096) Reunerta
(1096) Reunerta ist ein Asteroid des Hauptgürtels, der am 21. Juli 1928 vom südafrikanischen Astronomen Harry Edwin Wood in Johannesburg entdeckt wurde. 
Der Asteroid ist nach einem Freund des Entdeckers benannt, dem Ingenieur und Unterstützer des Union Observatory, Theodore Reunert.